# Хорошки (Лубенский район)
Хорошки (укр. Хорошки) — село, Лубенская городская община, Лубенский район, Полтавская область, Украина.
Код КОАТУУ — 5322887901. Население по переписи 2001 года составляло 825 человек.

## Географическое положение
Село Хорошки находится на левом берегу реки Сула, выше по течению примыкает село Ломаки, ниже по течению на расстоянии в 0,5 км расположено село Снитино, на противоположном берегу — село Шеки. Река в этом месте извилистая, образует лиманы, старицы и заболоченные озёра.

## История
Церковь Рождества Богородицы известна с 1757 года.

## Экономика
- «Максимка», ООО.

## Объекты социальной сферы
- Детский сад.
- Школа.
- Дом культуры.